# NGC 7536
NGC 7536 (również PGC 70765 lub UGC 12437) – galaktyka spiralna z poprzeczką (SBbc), znajdująca się w gwiazdozbiorze Pegaza. Odkrył ją Lewis A. Swift 29 września 1886 roku.